# هاروسبكس
هاروسبكس Haruspex كلمة لاتنينية تعني عراف أو رائي في العصور القديمة الذي يقراء البرق، وكذلك الذي يقراء العلامات في أحشاء الحيوانات الأضحية. كان يُنظر إلى كبد الحيوان على أنه صورة مصغرة تعكس حالة العالم.

## الاشتقاق
صيغة كلمة هاروسبكس haruspex من قبل الرومان عندما كان مصطلح haru («الأحشاء») لا يزال موجودًا في اللغة اللاتينية، لكنه زال بعد ذلك قبل ظهورالأدلة الأدبية اللاتينية. قد تكون الكلمة الأترورية haru ، والتي يمكن ترجمتها بمعنى «مكرسة» وصارت بمعنى «الأمعاء» في اللاتينية، قد تكون مرتبطة بالجذر اللفظي - spec «نظرة». وبالمثل صيغة كلمة auspex (النظر في الطير)، التي تشير إلى اوغورين المتخصصين بشعائر توسم الطير.

## التاريخ

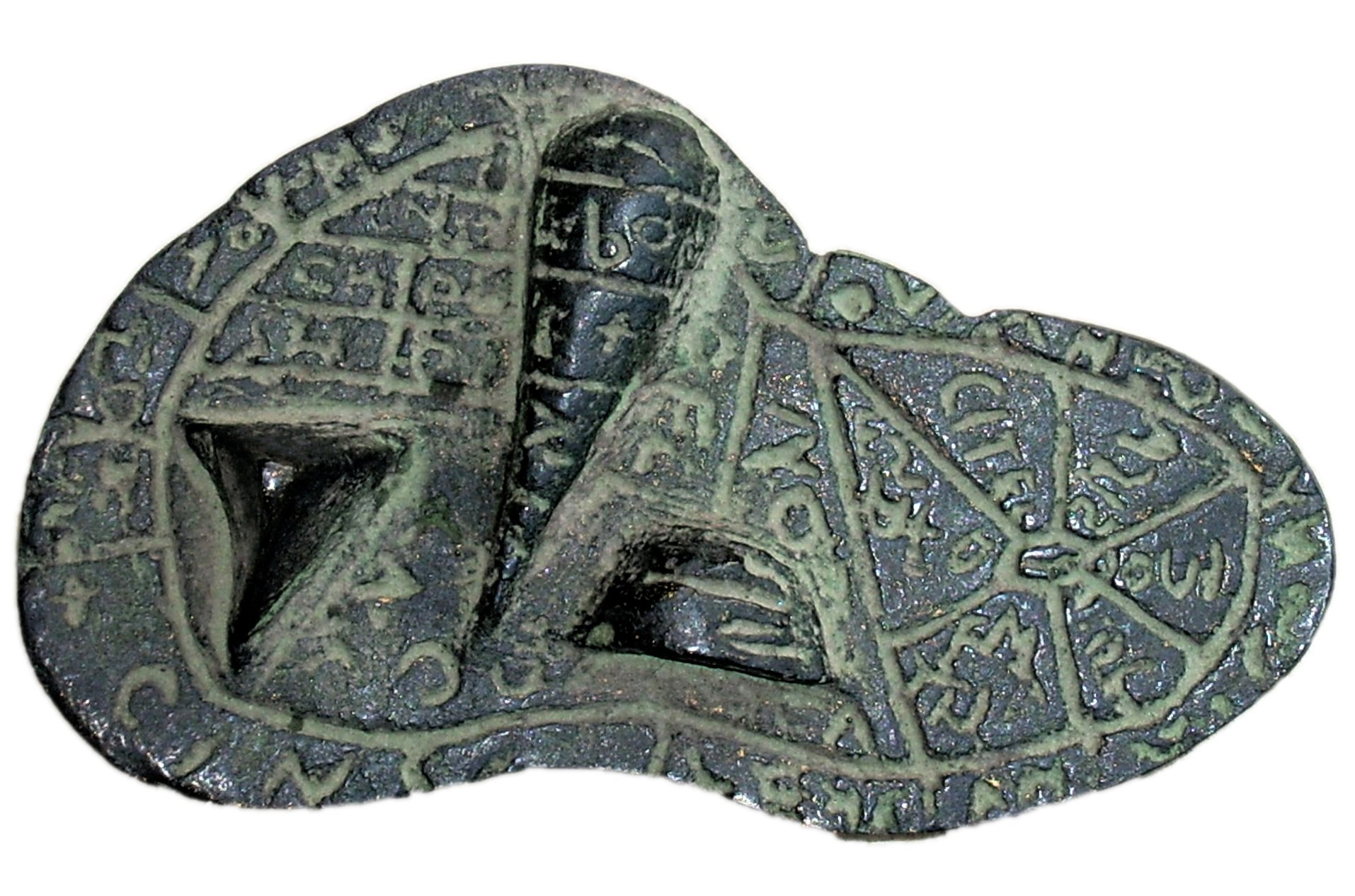
الكبد البرونزي من بياتشنزا

في الأصل كان هذا النوع من تفسير العلامات (Etrusca disciplina) موجدًا كقراءة للكبد عند الإتروسكيين،  لكن الهاروسبكسيين كانوا نشطين بالفعل في روما في الفترة الملكية. من الواضح  أن نبوءة الأحشاء الحيوانية كانت مبنية على النماذج البابلية. تذبذب موقف الرومان والجمهورية تجاه الهاروسبكسيين عبر التاريخ. اعتبرهم كاتو الأكبر محتالين.  كان على مجلس الشيوخ المصادقة النبوءات الهاروسبكسية مؤقتًا. فقط في نهاية الجمهورية تم جمعهم معًا لتشكيل مجمع مكون من 60 عضوًا، والذي أعيد تنظيمه في 47 عضو من قبل الإمبراطور كلوديوس. تحت قسطنطين الكبير، وحقوق ولهم على وجه الخصوص اقتصرت استجواب من قبل الأفراد إلى حد كبير. تحت قسطنطين الثاني، حُظر أي نوع من عرافة، ولكن سمح بها لفترة وجيزة مرة أخرى تحت جوليان. في القرن السابع توجب إصدار حظر ضد أنشطة الهاروسبكسيين، بالتالي كانت لا تزال تمارس حينها.
لم يتم العثور على الهاروسبكسيين في روما فحسب، بل كان للمستعمرات والبلديات أيضًا هاروسبكسيين خاصين بكل منها، والذين وظفهم في الغالب مجتمع النبلاء والمؤثرين. وينطبق الشيء نفسه على موظفي الفيالق الرومية والأباطرة، الذين كان لديهم في الغالب هاروسبكسيين شخصين مثل سولا وقيصر.
لم يكن الهاروسبكسيين جزءًا من الكهنوت الرومي، ولكن يمكن أن ينتمون أيضًا إلى مجمع الكهنة خلال الفترة الإمبراطورية، إذ كان هناك رجال أحرار بينهم. إلا أنه في العموم، كانوا بدلاً من ذلك كهنة آلهة غير رومية خارج روما. ومع ذلك، لعبوا دورًا مهمًا في أسس المدينة الرومانية ومباني المعبد الجديدة. حتى أن الرومان تعلموا فن قياس المساحة من الهاروسبكسيين.
عندما وصول القوط تحت ألاريك الأول إلى روما في 408 م. عرض الهاروسبكسيين مساعدتهم على أسقف روما، البابا إنوسنت الأول. 

## المؤلفات
- Carl Olof Thulin: Haruspices. In: Paulys Realencyclopädie der classischen Altertumswissenschaft (RE). Band VII,2, Stuttgart 1912, Sp. 2431–2468 (Digitalisat: Seitenindex, Spalte 2431–2434).

## الهوامش
1. ↑  Gertraud Breyer: Etruskisches Sprachgut im Lateinischen unter Ausschluss des spezifisch onomastischen Bereiches. Peeters, Löwen 1993, S. 352–354.
2. ↑   H. LeB.: Haruspieces. In: Lexikon der Alten Welt. Band 2. Artemis, Zürich/München 1990.
3. ↑  Paul Kunitzsch: Wissenschaft im Dialog zwischen Orient und Okzident. In: Fachprosaforschung - Grenzüberschreitungen 8/9, 2012/2013 (2014), S. 477–482 (Festvortrag anläßlich der Eröffnung der Sonderausstellung „Ex Oriente lux? Wege zur neuzeitlichen Wissenschaft“ des Landesmuseums Natur und Mensch in Oldenburg am 25. Oktober 2009), hier: S. 478.
4. ↑  تاسيتس, الحوليات 11,15.
5. ↑  Bei شيشرون, De divinatione 2.51 ist die Anekdote hinterlegt, dass Cato sich wundere, dass die Haruspices nicht lachen müssten, wenn sie einander begegneten.
6. ↑  Lexikon der Alten Welt. Band 2. Artemis, Zürich/München 1990.
7. ↑  Marie Theres Fögen: Die Enteignung der Wahrsager. Studien zum kaiserlichen Wissensmonopol in der Spätantike. Suhrkamp, Frankfurt am Main 1993. ISBN 3-518-58155-4, S. 34–39 (34); mit Verweis auf CTh. 9.16.2, a. 319: Danach war es Opferschauern, Priestern und Rituellen verboten, unter dem Vorwand der Freundschaft die Türschwellen von Privathäusern zu überschreiten. Stattdessen sollten die Liturgien (vergangener) Bräuche an öffentlichen Altären und in Tempeln zelebriert werden. (Anmerkung: Diese Passage ist zugleich die erste Erwähnung der Haruspices im Rahmen eines Gesetzes.)
8. ↑  Zosimos 5,41.